# Dynamite Island
Dynamite Island (in Argentinien Islote Dinamita ‚Dynamitinsel‘, in Chile Islote Petrel ‚Sturmvogelinsel‘) ist eine kleine, niedrige und felsige Insel vor der Fallières-Küste des Grahamlands auf der Antarktischen Halbinsel. In der Back Bay liegt sie 160 m östlich von Stonington Island.
Erste Vermessungen nahmen Wissenschaftler der United States Antarctic Service Expedition (1939–1941) vor. Die damals vorgenommene Benennung als Petrel Island setzte sich wegen der Dopplung der Benennung mit Inseln desselben Namens nicht durch (siehe dazu Pétrel-Insel und Petrel Island). Der US-amerikanische Polarforscher Finn Ronne gab ihr ihren heute gültigen Namen im Zuge der Ronne Antarctic Research Expedition (1947–1948). Namensgebend war der Umstand, dass für das Schiff Port of Beaumont, Texas mit Dynamit eine Passage in das Meereis gesprengt werden musste, um zur Ostseite der Insel zu gelangen.